# Myrceugenia schulzei
Myrceugenia schulzei là một loài thực vật thuộc họ Myrtaceae. Đây là loài đặc hữu của Chile. Chúng hiện đang bị đe dọa vì mất môi trường sống.

## Hình ảnh

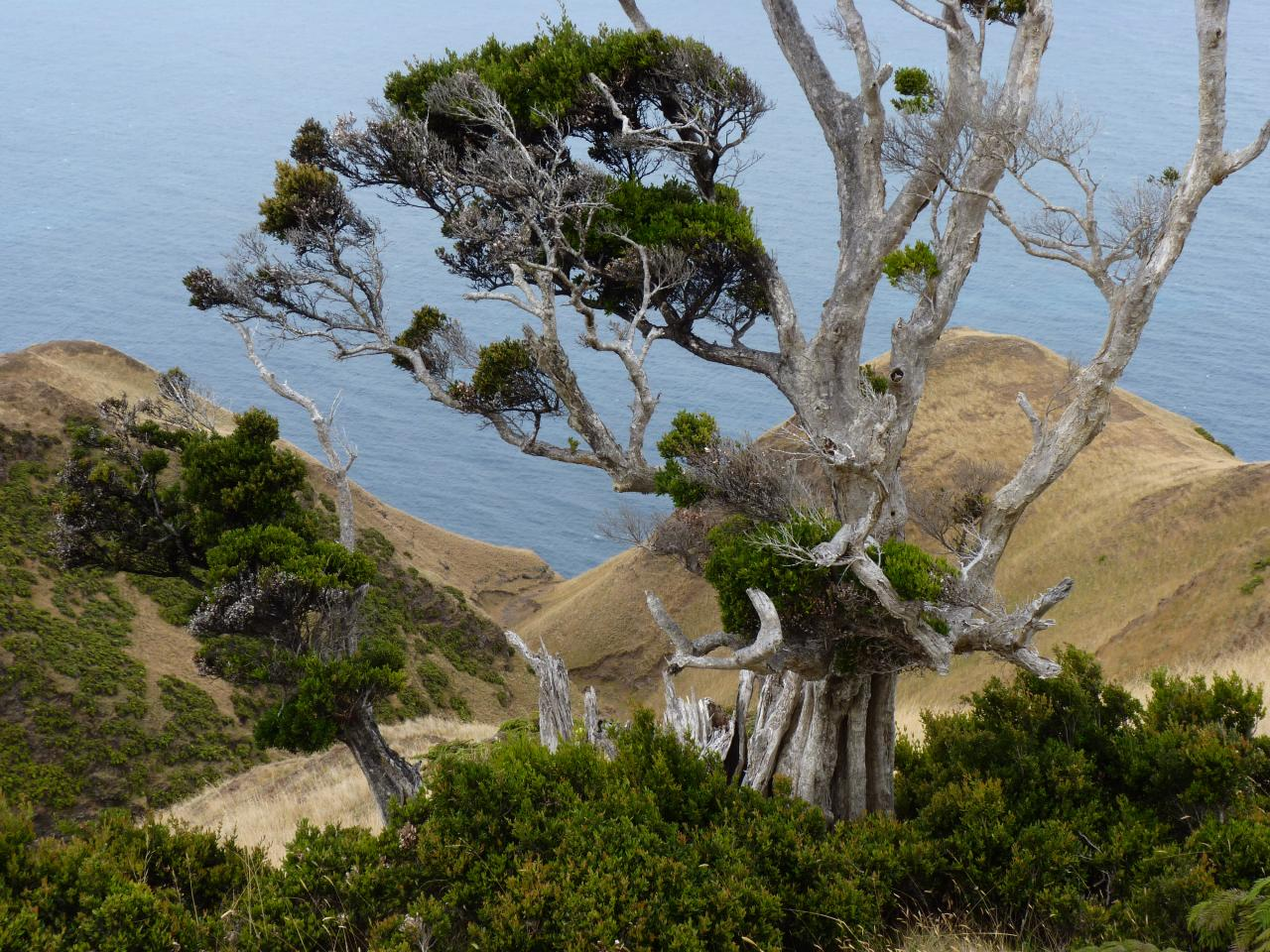